# Seznam francouzských letadlových lodí

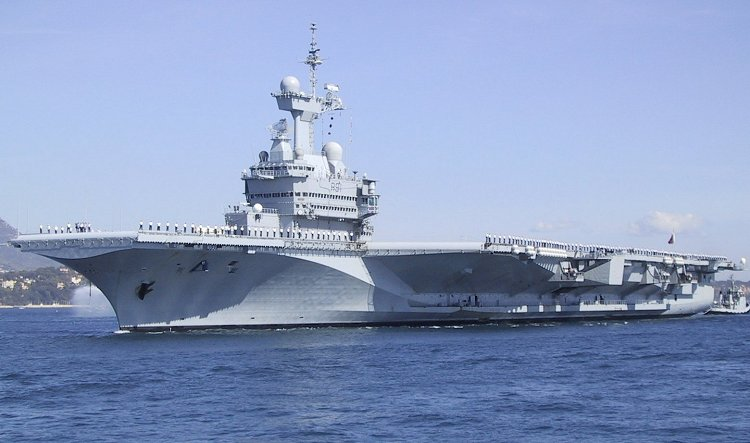
Charles de Gaulle

Seznam francouzských letadlových lodí zahrnuje letadlové lodě Francouzského námořnictva.

## Seznam lodí

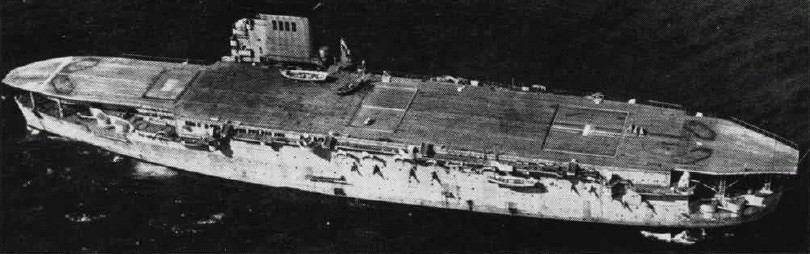
Béarn

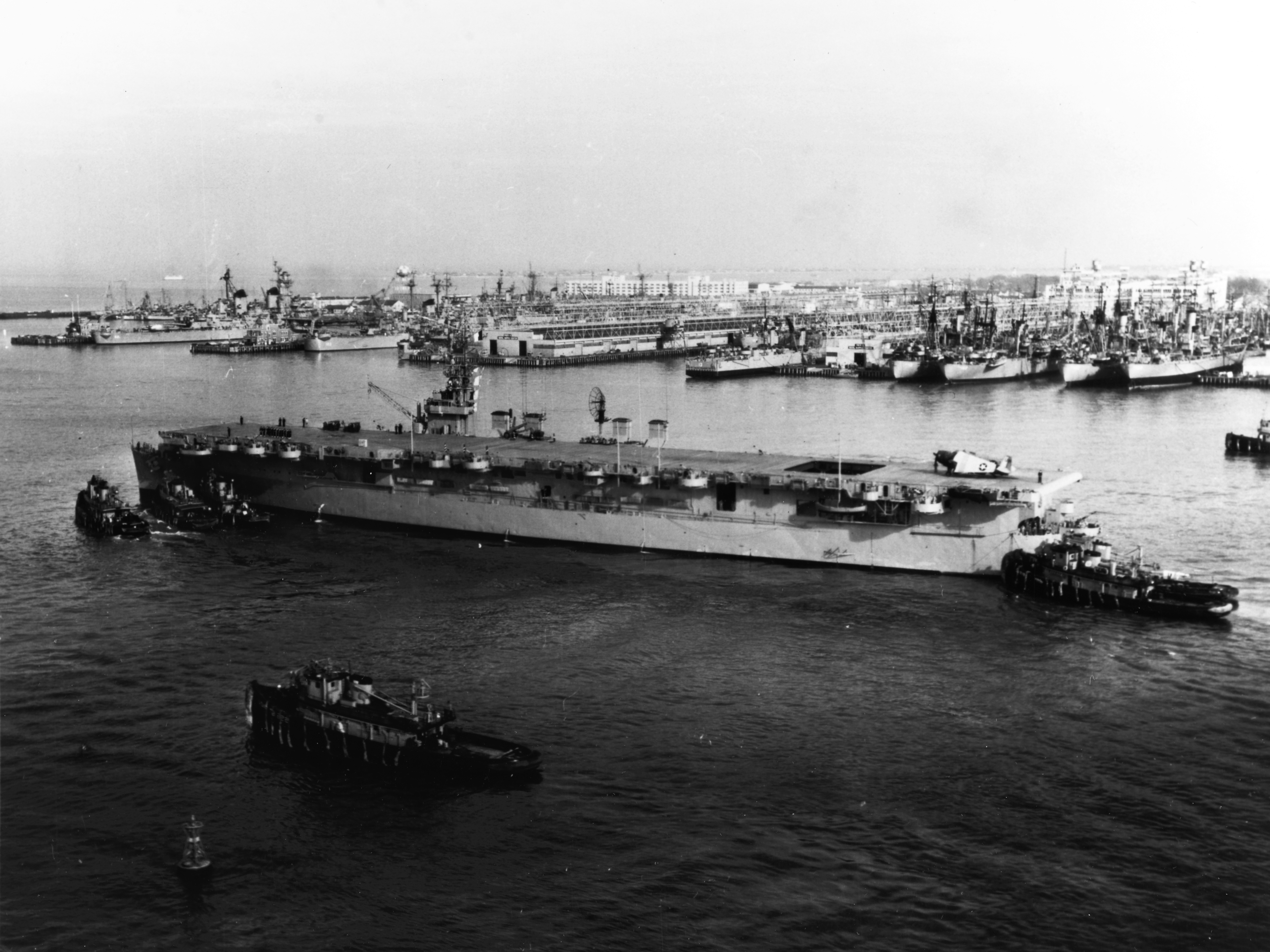
Bois Belleau

- Třída Normandie
  - Béarn

- Třída Joffre (zrušeno)
  - Joffre
  - Painlevé

- Třída Avenger
  - Dixmunde

- Třída Colossus
  - Arromanches

- Třída Independence
  - La Fayette
  - Bois Belleau

- Třída Clemenceau
  - Clemenceau
  - Foch

- Třída PH 75 – zrušeno
  - Bretagne
  - Provence

- Charles de Gaulle

- Porte-Avions 2 – zrušeno